# Невилл, Ральф, 2-й граф Уэстморленд
Ральф Невилл (англ. Ralph Neville, 2nd Earl of Westmorland; 17 сентября 1406 — 3 ноября 1484) — английский аристократ, 2-й граф Уэстморленд и 5-й барон Невилл из Рэби с 1425 года, старший сын Джона Невилла, барона Невилла, рано умершего сына Ральфа де Невилла, 1-го графа Уэстморленда, родившегося от первого брака с Маргарет Стаффорд, участник войны Алой и Белой розы.

## Происхождение
Ральф происходил из старшей ветви аристократического английского рода Невиллов, который был вторым по значимости родом в Северо-Восточной Англии после рода Перси. Старшим из сыновей Джона Невилла, старшего сына Ральфа Невилла, 1-го графа Уэстморленда, одного из самых могущественных магнатов в Северной Англии, от первого брака с Маргарет Стаффорд.
Мать Ральфа, Элизабет Холланд, была дочерью Томаса Холланда, 2-го графа Кента, единоутробного брата короля Англии Ричарда II. Холланды выдвинулись в XIV веке. Томас Холланд, 1-й граф Кент, дед Элизабет, был женат на Джоанне, 4-й графине Кент, внучке короля Эдуарда I; после смерти Томаса она вышла замуж за принца Уэльского Эдуарда Чёрного Принца, старшего сына и наследника короля Эдуарда III, в этом браке родился король Ричард II. Благодаря родству с ним, сыновья Томаса Холланда сделали успешную придворную карьеру, заметно обогатившись.
У Ральфа было двое младших братьев: старший, Джон (ок. 1410 — 29 марта 1461, 2-й барон Невилл с 1459 года, и сэр Томас Невилл (ум. ок. 1459), владелец замка Брансепет в Дареме. Также у него была сестра Маргарет, которая была замужем за сэром Уильямом Люси из Вудкрофта в Беркшире.

## Наследство
Ральф родился, возможно, 17 сентября 1406 года. Его отец, Джон Невилл, умер раньше своего отца — в 1420 году, а в 1423 году умерла мать, а в 1425 году умер и его дед, Ральф Невилл, 1-й граф Уэстморленд. Ральф в этот момент был несовершеннолетним, что вкупе с ранней смертью родителей и завещанием деда серьёзно сказалось на дальнейших событиях.

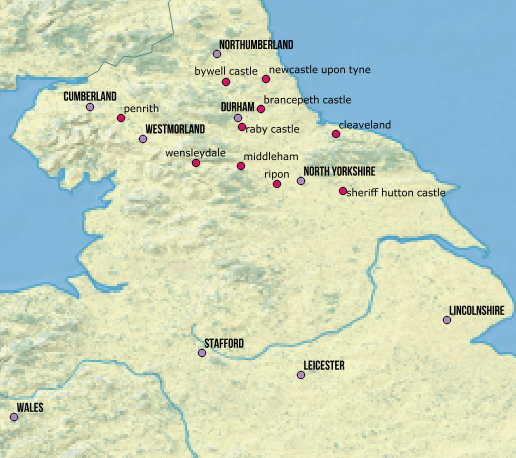
Поместья Невиллов в Йоркшире, Камберленде, Нортумберленде, Уэстморленде и Дареме в XV веке

Покойный граф Уэстморленд владел обширными владениями в Северной Англии. Кроме того, Ральф должен был унаследовать и владения матери: её брат Эдмунд Холланд, 4-й граф Кент, погиб в 1408 году, не оставив наследников, поэтому его обширные владения за вычетом вдовьей доли были разделены между пятью сестрами Эдмунда и их наследниками. Элизабет получила поместья Хемлингтон и Эйтон в Йоркшире, Оллертон в Ноттингемшире и Эшфорд в Дербишире. Кроме того, были живы 4 вдовые графини Кента. Смерть в 1411 году одной из них, Елизаветы (Элизабет), вдовы Джона Плантагенета, 3-го графа Кента, принесла матери Ральфа несколько Девонских поместьев, включая Кентон, Шефтбер, Чатскомб и Лифтон, а также владения в Йоркшире, Линкольншире, Хантингдоншире, Нортгемптоншире и Сомерсете. Смерть в 1416 году графини Элис, матери Элизабет Холланд, принесла ей ещё владения, включая Толуорт в Суррее и часть Актона и Киркбимурсайд в Йоркшире. Кроме того, к 1423 году Элизабет также владела землями в Норфолке, Корнуолле и Кенте. После её смерти владения оказались под опекой короны и приносили минимум в 573 фунта ежегодного дохода, из которых 40 фунтов были выделены на содержание Ральфа. Смерть в 1424 году Лючии Висконти, вдовы 4-го графа Кента, принесла 1/5 её владений. Поскольку владения, которые полагались Ральфу как старшему наследнику, явно должны были приносить больший доход, чем наследство, что вместе с наследством матери должно было сделать его одним из богатейших магнатов Англии. Однако в 1424 году дед Ральфа составил завещание, согласно которому наследники от его первого брака с Маргарет Стаффорд, были лишены большинства владений, переданных детям от второго брака с Джоан Бофорт, легитимизированной дочерью Джона Гонта, герцога Ланкастера и Екатерины Суинфорд. Как старший наследник, Ральф после смерти деда получил титулы графа Уэстморленда и барона Невилла, однако из владений ему достались только Брансепет в Дареме, Вайвелл, Стифорд и Камбуа в Нортумберленде, Кирби Мурсайд в Йоркшире, поместья в Линкольншире и земельные участки в Ньюкасле, Рипоне и Лондоне. Как позже утверждал Ральф, его наследство вместо ожидаемых 2600 фунтов приносило всего 400. Основным же наследником покойного графа стал его старший сын от второго брака Ричард Невилл, получивший Мидлэм и шериф Хаттон в Йоркшире, Рэби в Дареме, наряду с родовыми имениями в Уэстморленде и Эссексе. Он ещё больше увеличил своё наследство благодаря удачному браку, получив в после смерти тестя в 1428 году ещё и титул графа Солсбери. Также благодаря близкому родству с королями из династии Ланкастеров (король Генрих IV был единокровным братом его матери) его земли ещё больше расширились благодаря королевским пожалованиям.
По историка Дж. Петри, причины таких действий 1-го графа Уэстморленда, которые историк Чарльз Росс назвал «амбициозным семейным мошенничеством», кроются в том, что он хотел, чтобы его наследник смог сохранить созданную им в Северной Англии «империю», включавшую обширные владения, опеки, ренты и должности, а взрослый сын мог с этим справиться лучше, чем несовершеннолетний внук. Кроме того, будущий граф Солсбери находился в близком родстве с английским королём, что должно было его поддержать. Также у Ричарда были свои интересы в наследстве графов Кент, поскольку он через жену был наследником 1/5 доли, и именно ему король предоставил опеку над наследством матери Ральфа.
В итоге Ральф и его братья были достаточно бедны, тем более что доля наследства Ральфа в октябре 1425 года была ещё уменьшена за счёт выделения из его владений Брансепета в качестве вдовьей доли для Джоан Бофорт, вдовствующей графини Уэстморленд; также в 1427—1430 годах она получала ежегодную ренту в 10 марок и дохода графства Уэстморленд в 20 фунтов. Все эти действия привели к тому, что Ральф и его братья были крайне враждебно настроены по отношению к представителям младшей ветви Невиллов, а также не сомневались в пристрастности королевского Совета, принимавшего решения не в их пользу. И в последующие годы все усилия Ральфа были направлены на возвращение своего наследства, в чём ему помогали младшие братья.

## Борьба за наследство

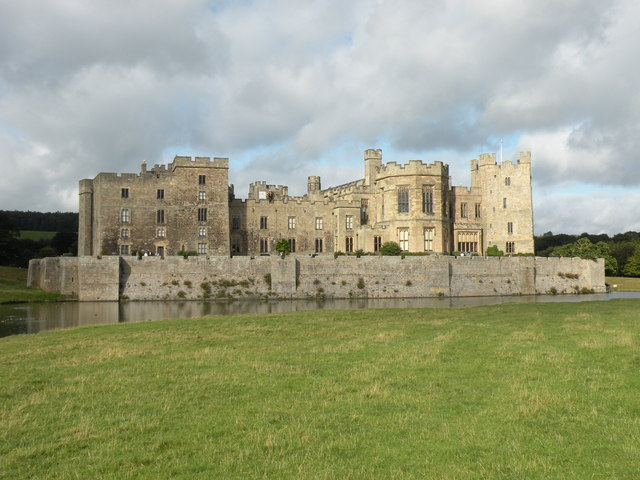
Замок Рэби — одна из главных резиденций графов Уэстморленд из рода Невиллов

Первым шагом, который предпринял Ральф, была попытка увеличить свои доходы. 16 марта 1426 года он сделал запрос об увеличении ежегодной ренты, которая в итоге была увеличена до 102 фунтов. В мае он был вызван в Лестер, где 19 мая был посвящён в рыцари «младенцем королём Генрихом VI» перед парламентом. Кроме того, Ральфу было дано разрешение жениться на Элизабет Перси, дочери покойного сэра Генри Перси, лорда Перси, и Элизабет де Мортимер, вдове Джона Клиффорда, 7-го барона де Клиффорда. Их свадьба состоялась 20 июля 1426 года в аббатстве Рош в Йоркшире. Поскольку Ральф находился под королевской опекой, а король был младенцем, то решение о браке принималось королевским советом, передавшим, в свою очередь, это право Джону Рэдклифу, сенешалю Аквитании, в качестве частичной оплаты долга короны перед ним в 2 тысячи марок. Судя по всему, это решение было формальностью, поскольку Элизабет за 200 марок получила разрешение короны на право выйти замуж по своему желанию, эта сумма и была передана Рэдклифу. Проблем с выплатой этой суммы не было, поскольку кроме дохода Ральфа от владений в Уэстморленде, Камберленде и Йоркшире составлял минимум 80 фунтов в год, кроме того, сама Элизабет владела поместьем Хартер в Нортумберленде в качестве вдовьей доли. При этом с апреля 1424 года опека над большей частью владений Клиффордов после смерти первого мужа Элизабет с находилась в руках Ричарда Невилла, а после брака Ральфа она переходила в его руки. Таким образом, юный граф Уэстморленд одаржал небольшую победу над своим дядей.
В 1427 году Ральф подал прошение короне, касающееся опеки над его землями. Поскольку он ещё считался несовершеннолетним, то опека была сохранена, однако ему была назначена ежегодная рента с его владений в 200 фунтов. Опека была прекращена только в феврале 1429 года. Теперь Ральф имел ресурсы для того, чтобы начать спор за своё наследство против детей Джоан Бофорт. С этого момента начался конфликт между представителями двух ветвей рода Невиллов, переросший в феодальную войну. При этом силы были неравными: Ричард Невилл, ставший к этому времени графом Солсбери, был богаче, а также был связан со многими влиятельными представителями знати и духовенства, а также находился в близком родстве с королём. Среди его сторонников были могущественные кардинал Генри Бофорт, брат его матери, и Томас Лэнгли, князь-епископ Дарема. Однако Ральф вместе с братьями в течение последующих 13 лет мог серьёзно осложнять жизнь своим родственникам.
Для Королевского совета ситуация осложнялась тем, что в это время Англия не очень удачно продолжала воевать во Франции и был заинтересован в услугах графа Солсбери. 18 августа 1430 года обе стороны получили 2 тысячи фунтов за соглашение, по которому обязались не совершать в течение года нападения на владения друг друга. 13 мая 1431 года граф Солсбери был назначен на должность Хранителя Западной Шотландской марки, а летом отправился во Францию. Судя по всему, он принял назначение с условием, что Королевский совет заставит графа Уэстморленда сохранять мир в обмен на 4 тысячи фунтов. 6 ноября 1434 года Совет вновь выплатил 4 тысячи марок за возобновление соглашения до пасхи 1436 года. Кроме того, Совет решил постараться уладить спор о наследстве Невиллов. Граф Уэстморленд и Джоан Бофорт согласились на рассмотрение конфликта тремя лордами и двумя судьями. 4 февраля 1435 года Совет назначил для рассмотрения спора комиссию в составе архиепископа Йоркского, графа Уорика, лорда Кромвеля, а также судей Чейна и Котесмора.
6 декабря 1435 года король на заседании парламента попросил графа Солсбери и его брата, Уильяма, лорда Фоконберга, отправиться в Англию. Условием, на котором они согласились, было возобновление соглашения о ненападении графа Уэстморленда на владения Джоан Бофорт. Ральф был вызван в Королевский совет и 28 февраля 1436 года и в обмен на 4 тысячи фунтов дал слово не вести военных действий.

## Последующие годы
Их единственный сын, Джон Невилл, был женат на леди Энн Холланд и скончался, не оставив наследника, приблизительно в 1450-51 гг.
Овдовев в 1437 году, через некоторое время женился на Маргарите де Кобэм, дочери сэра Рейнольда де Кобэма и Томазин Чайдок. В 1438 году Уэстморленд, как знатный северный барон, был назначен специальным уполномоченным короля для поддержания мира с Шотландией и занял пост смотрителя земель, граничащих с Шотландией. В течение 1440-х гг. был вовлечён в длительные споры о наследстве со второй женой отца, Джоан Бофорт, Ричардом Невиллом, 5-м графом Солсбери, и другими его родственниками по крови. Он активно сопротивлялся мятежу Ричарда, герцога Йоркского, и в войне Алой и Белой Роз стал сторонником Ланкастеров.
Он умер 3 ноября 1484 года в 78 лет без наследников мужского пола, и его титул перешёл к племяннику, Ральфу Невиллу, сыну Джона Невилла, лорда Невилла де Раби.

## В искусстве
Ральф Невилл — один из персонажей исторической хроники Уильяма Шекспира «Генрих VI».

## Брак и дети
1-я жена: с 20 июля 1426 Элизабет Перси (ум. 26 октября 1437), дочь сэра Генри Хотспура Перси и Элизабет Мортимер, вдова Джона Клиффорда, 7-го барона де Клиффорда. Дети:
- сэр Джон Невилл (ум. до 16 марта 1451), лорд Невилл; жена: ранее 18 февраля 1441 Анна Холланд (до 1432 — 26 декабря 1486), дочь Джона Холланда, 2-го герцога Эксетера, и Анны Стаффорд. Её вторым мужем был Джон Невилл, 1-й барон Невилл, младший брат графа Уэстморленда, третьим мужем — Джеймс Дуглас (после 1426 — после 22 мая 1491), 9-й граф Дуглас[6][7].

2-я жена: ранее февраля 1442 Маргарет де Кобем (умерла между 20 ноября 1466 и 26 апреля 1471), 4-я баронесса Кобем из Стерборо с 1446, дочь сэра Рейнольда де Кобема и Томасины Чедеок. Дети:
- Маргарет Невилл (ум. ребёнком)[6].